# West Green (Hampshire)
West Green – wieś w Anglii, w hrabstwie Hampshire, w dystrykcie Hart. Leży 41 km na północny wschód od miasta Winchester i 61 km na zachód od Londynu.